# Мобільне навчання
Мобільне навчання тісно пов'язане з електронним та дистанційним навчанням, відмінністю є використання мобільних пристроїв. Навчання проходить незалежно від місця знаходження і відбувається при використанні портативних технологій. Іншими словами, мобільне навчання зменшує обмеження із здобуття освіти по місцезнаходженню за допомогою портативних пристроїв.
Мобільний навчання має на увазі використання мобільної технології як окремо, так і спільно з іншими інформаційними та комунікаційними технологіями, для організації навчального процесу незалежно від місця і часу. Навчання може набувати різних форм: за допомогою мобільних пристроїв учні можуть отримувати доступ до освітніх ресурсів, зв'язуватися з іншими користувачами, створювати контент в навчальному класі і за його межами. Мобільне навчання передбачає впровадження заходів, необхідних для досягнення цілей навчання, наприклад ефективного управління шкільними системами, вдосконалення взаємодії між освітніми установами та сім'ями учнів.

## Розвиток
За останні 10 років мобільне навчання зростало від незначного інтересу до досліджень до істотних проектів в школах, на робочих місцях, в музеях, в містах і сільських районах у всьому світі. Мобільне навчання все ще фрагментується, з різними національними перспективами, відмінностями між академією і промисловістю; між школою, вищою освітою і секторами постійного вивчення.

## Можливості
Можливості мобільного навчання:
- Діти і студенти, використовують переносні комп'ютери, PDA або переносні системи голосування в класній кімнаті або кімнаті лекції.
- Студенти, що використовують мобільні телефони і кишенькові комп'ютери в класній кімнаті, підвищують співпрацю між студентами і викладачами.
- На виробничому навчанні ті, хто має доступ до навчання на мобільному телефоні, отримують знання саме вчасно щоб знайти рішення проблеми, що виникла.
- Навчання в музеях і галереях з використанням переносних технологій.
- Навчання на відкритому повітрі, наприклад на виробничих практиках.
- Використання особистих технологій для підтримки інформативного або постійного навчання, наприклад використання переносних словників або інших засобів для вивчення мов.
- Підвищення рівня письменності, розвиток мислення і участь у навчанні серед підростаючого покоління.
- Надання звукової і відео підтримки, щоб підвищити рівень навчання, що забезпечують у корпоративному середовищі або в іншій класній кімнаті.

## Проблеми
Технічні проблеми:
- Можливості підключення і термін дії батареї
- Розмір екрану і ключовий розмір
- Здатність для авторів візуалізувати матеріали для мобільних телефонів
- Численні стандарти, розміри екрану і операційні системи
- Можливість видозмінювати існуючі електронні навчальні матеріали для мобільних платформ

Соціальні і освітні проблеми:
- Доступність і ціновий бар'єр для кінцевих користувачів
- Як оцінювати навчання поза класними кімнатами
- Як підтримувати навчання в різних ситуаціях
- Розвиток відповідної теорії навчання для мобільного віку
- Дизайн технології для підтримки всього часу навчання
- Відстежування результатів і правильне використання цієї інформації
- Відсутність обмежень на розклад
- Особиста і приватна інформація і вміст
- Жодних демографічних кордонів

## Технології
Більшість особистих технологій можуть підтримувати мобільне навчання, включаючи:
- Особистий цифровий помічник, в класній кімнаті і на свіжому повітрі
- Tablet РС UMPC мобільні телефони, мобільні камери і Smartphone
- Вивчення Mobile Author, наприклад для публікації WAP, J2me і Smartphone
- Особистий аудіо плеєр, наприклад для прослухування аудіо записів з лекцій
- Переносні звукові і мультимедійні гіди в музеях і галереях
- Переносні пульти для комп'ютерних ігор

Технічна підтримка для мобільного навчання:
- 3GP Для стиснення і способу доставки аудіовізуального вмісту, пов'язаного з мобільним навчанням
- Wi-fi надає доступ до викладачів і ресурсів через Інтернет
- GPRS сервіс забезпечує високу швидкість підключення і нормальну передачу даних